# Isolona hexaloba
Isolona hexaloba (Pierre) Engl. & Diels – gatunek rośliny z rodziny flaszowcowatych (Annonaceae Juss.). Występuje naturalnie w Ghanie, Nigerii, Kamerunie, Republice Środkowoafrykańskiej, Gabonie, Kongo, Demokratycznej Republice Konga, Tanzanii oraz północnej Angoli. 

## Morfologia
PokrójZimozielone drzewo dorastające do 10–40 m wysokości.
LiścieMają kształt od eliptycznie podłużnego do eliptycznie odwrotnie jajowatego. Mierzą 6–30 cm długości oraz 3–10 cm szerokości. Są prawie skórzaste. Nasada liścia jest klinowa. Blaszka liściowa o długo spiczastym wierzchołku. Ogonek liściowy jest nagi i dorasta do 4–6 mm długości.
KwiatySą pojedyncze lub zebrane w pary, rozwijają się w kątach pędów. Działki kielicha mają owalnie trójkątny kształt i dorastają do 2–4 mm długości. Płatki mają podłużnie lancetowaty kształt, są białe, później przebarwiając się na zielonoczerwonawo, osiągają do 8–30 mm długości, są zrośnięte u podstawy.
OwoceOwocostany o jajowatym kształcie. Osiągają 5,5–8 cm długości i 3–5 cm szerokości.

## Biologia i ekologia
Rośnie w wilgotnych lasach.